# زولتان سيلاجي
زولتان سيلاجي (بالمجرية: Szilágyi Zoltán)‏ هو سباح مجري، ولد في 21 يونيو 1967 في بودابست في المجر.

## وصلات خارجية
- زولتان سيلاجي على موقع الاتحاد الدولي للسباحة (الإنجليزية)
- زولتان سيلاجي على موقع أوليمبيديا (الإنجليزية)